# Tour de Fyen
El Tour de Fyen es una carrera ciclista de un día danesa disputada en las isla de Fionia. Creada en 1894, forma parte del UCI Europe Tour desde 2015, en categoría 1.2 hasta 2017 y 1.1 desde 2018. 

## Palmarés

### Ediciones amateur
| - 1894 : H. A. Gregersen - 1895 : Knud Mortensen - 1896 : J. P. Andersen y Knud Mortensen - 1897 : Henrik Henriksen - 1898 : O. Wahlquist - 1899 : O. Jensen - 1900 : Hans Nielsen - 1901 : H.P. Larsen - 1902 : H.P. Larsen - 1903 : Carl Andreasen - 1904 : H.P. Hansen - 1905 : Ernst Jensen - 1906 : H.P. Larsen - 1907 : Ernst Jensen - 1908 : Godtfred Hegelund Olsen - 1909 : No se disputó - 1910 : F. Rosted - 1911 : Niels Poulsen - 1912 : Johan Jensen - 1913 : Carl Andreasen - 1914-22 : No se disputó - 1923 : Svend Aage Johansen - 1924 : Hans Eriksen - 1925 : Erik Eloe Andersen - 1926 : Eigil Jensen - 1927 : Henry-Peter Hansen - 1928 : Orla Jørgensen - 1929 : Oluf Clausen - 1930 : Henry-Peter Hansen - 1931 : Valdemar Christiansen | - 1932 : No se disputó - 1933 : Arthur Johansen - 1934 : No se disputó - 1935 : Arthur Johansen - 1936 : Arthur Johansen - 1937 : Emanuel Hansen - 1938 : Bent A. Madsen - 1939 : Georg Sørensen - 1940 : Frode Sørensen - 1941 : Rudolf Rasmussen - 1942 : Christian Pedersen - 1943 : Georg Sørensen - 1944 : Christian Pedersen - 1945 : Tor Mikkelsen - 1946 : Rudolf Rasmussen - 1947 : Viggo Hansen - 1948 : Bent A. Nielsen - 1949 : Poul Dideriksen - 1950 : Evert Larsson - 1951 : Stig Nedergaard - 1952 : Leif Johannes Nielsen - 1953 : Helmuth Hansen - 1954 : Jørgen Frank Rasmussen - 1955 : Leif Lund Nielsen - 1956 : Bendy Pedersen - 1957 : Bendy Pedersen - 1958 : Mogens Tvilling - 1959 : Poul Nielsen - 1960 : Knud Enemark - 1961 : Leif Larsen - 1962 : Jens Peter Ilsøe | - 1963 : Jens Peter Ilsøe - 1964 : Ole Højlund - 1965 : Jens Andersen - 1966 : Johnny Knudsen - 1967 : Johnny Knudsen - 1968 : Verner Blaudzun - 1969 : Verner Blaudzun - 1970 : No se disputó - 1971 : Jørgen Schmidt - 1972 : René Dillen - 1973-76 : No se disputó - 1977 : Henning Jørgensen - 1978 : Jan Høegh - 1979 : Jon Rangfred Hansen - 1980 : Eigil Sørensen - 1981 : René Byrgesen - 1982 : René Byrgesen - 1983 : Michael Markussen - 1984 : Niels Ole Hald - 1985 : Kim Kronborg - 1986 : Vagn Scharling - 1987 : Benny Pedersen - 1988 : Vagn Scharling - 1989 : Benny Pedersen - 1990 : Claus Michael Holm - 1991 : Magnus Knutsson - 1992 : Kim Marcussen - 1993 : Kim Marcussen - 1994 : Marc Strange Jacobsen - 1995 : Johan Fagrell |

### Ediciones profesionales
| Año  | Ganador                | Segundo              | Tercero                  |           |
| ---- | ---------------------- | -------------------- | ------------------------ | --------- |
| 1996 | Michael Sandstød       | Tayeb Braikia        | Kim Marcussen            |           |
| 1997 | Michael Steen Nielsen  | Tayeb Braikia        | Nicolaj Bo Larsen        |           |
| 1998 | Brian Walton           | Svein Gaute Hølestøl | Allan Johansen           |           |
| 1999 | Nicolaj Bo Larsen      | Allan Johansen       | Bjarke Nielsen           |           |
| 2000 | Morten Sonne           | Michael Skelde       | Michael Johansen         |           |
| 2001 | Nicolaj Bo Larsen      | Jimmy Hansen         | Jacob Gram Nielsen       |           |
| 2002 | Jacob Moe Rasmussen    | Jakob Piil           | Allan Bo Andresen        |           |
| 2003 | Jacob Moe Rasmussen    | Lars Ytting Bak      | Michael Skelde           |           |
| 2004 | Jacob Moe Rasmussen    | Allan Johansen       | Jonas Holmqvist          |           |
| 2005 | Jacob Moe Rasmussen    | Lasse Bøchman        | Morten Ryberg Gottlieb   |           |
| 2006 | Alex Rasmussen         | Jacob Moe Rasmussen  | Thomas Kristiansen       |           |
| 2007 | Michael Berling        | Roger Kluge          | Thomas Guldhammer        |           |
| 2008 | Lars Ulrich Sørensen   | Sebastian Balck      | Jacob Moe Rasmussen      |           |
| 2009 | Daniel Foder           | Kasper Jebjerg       | Nikola Aistrup           |           |
| 2010 | Jens-Erik Madsen       | Rasmus Guldhammer    | Pim De Beer              |           |
| 2011 | Michael Mørkøv         | Michael Reihs        | Jesper Hansen            |           |
| 2012 | Angelo Furlan          | Kristian Haugaard    | Arie den Hartog          |           |
| 2013 | Asbjørn Kragh Andersen | Daniel Foder         | Jesper Odgaard Nielsen   |           |
| 2014 | Kasper Klostergaard    | Mads Pedersen        | Mark Sehested Pedersen   |           |
| 2015 | Andreas Vangstad       | Alexander Kamp       | Yoeri Havik              |           |
| 2016 | Mads Pedersen          | Audun Fløtten        | Adriaan Janssen          |           |
| 2017 | Audun Fløtten          | Casper Pedersen      | Syver Wærsted            |           |
| 2018 | Mads Pedersen          | Michael Mørkøv       | Bas van der Kooij        |           |
| 2019 | Rasmus Quaade          | Nicklas Pedersen     | Mattias Skjelmose        |           |
| 2020 | cancelada              | cancelada            | cancelada                | cancelada |
| 2021 | Niklas Larsen          | Rasmus Bøgh Wallin   | Kasper Andersen          |           |
| 2022 | Mads Pedersen          | Elmar Reinders       | Sebastian Kolze Changizi |           |
| 2023 | Carl-Frederik Bévort   | Nicklas Pedersen     | Alexander Salby          |           |
| 2024 | Lasse Norman Leth      | Mads Würtz           | Tobias Hansen            |           |
| 2025 | Daniel Stampe          | Morten Nørtoft       | Rasmus Søjberg Pedersen  |           |

## Palmarés por países
| País      | Victorias |
| --------- | --------- |
| Dinamarca | 106       |
| Noruega   | 3         |
| Suecia    | 2         |
| Italia    | 1         |
| Canadá    | 1         |
| Bélgica   | 1         |